# 인격체

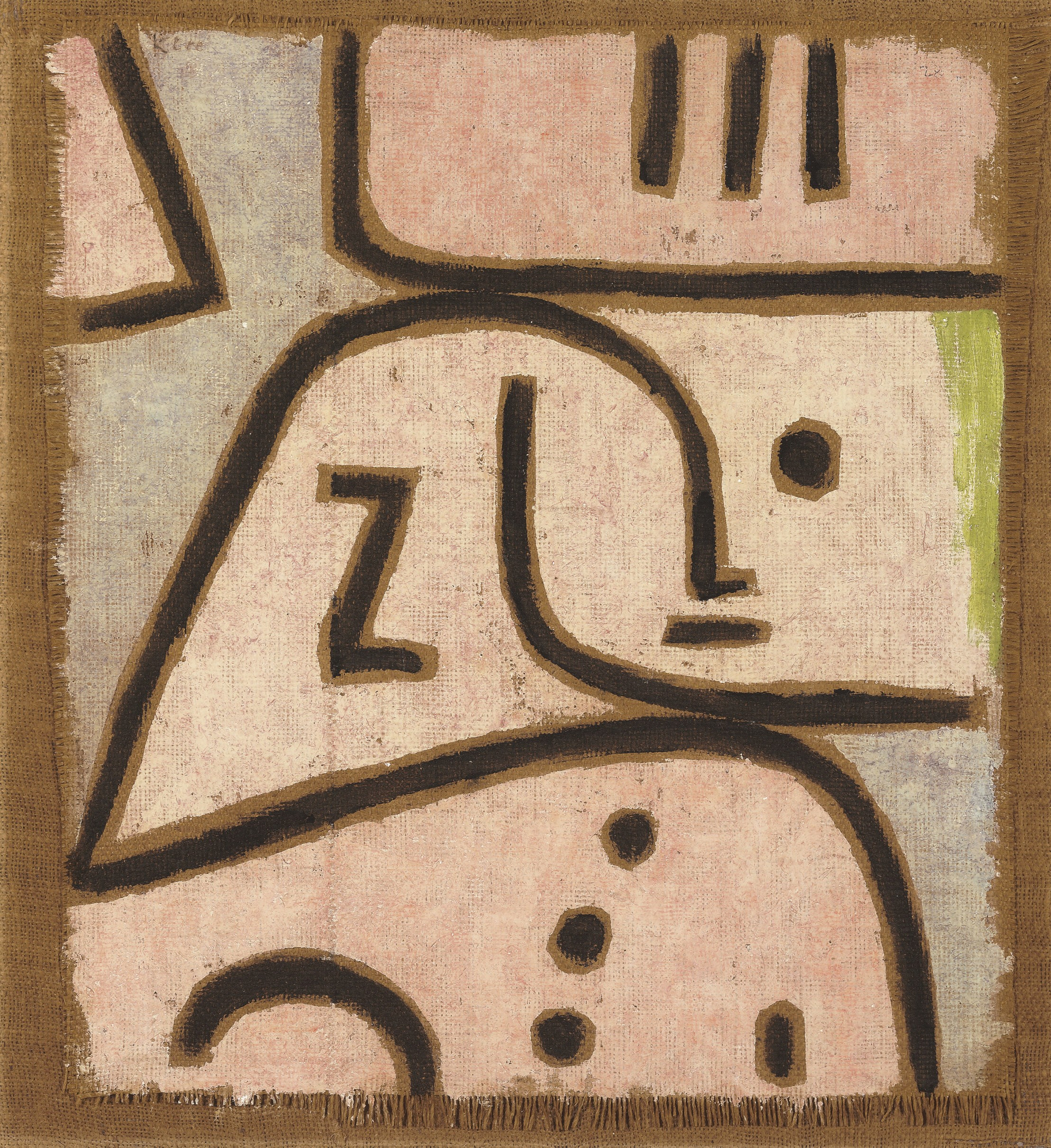

인격체(person)는 인격을 가진 개체이다. 사람은 인격체이다. 동물 해방 운동가들 가운데 고등동물 일부를 인격체로 볼 것을 요구하는 경우가 있다.

## 같이 보기
- 인간성
- 페르소나